# 教皇の辞任
教皇の辞任（きょうこうのじにん、renuntiatio）は、カトリック教会の在位中の教皇が自発的にその地位から降りる際に起こる。
一般的には教皇の在位期間は選出から死亡までであり、教皇の辞任は特殊な出来事である。

## 概要
21世紀より前には、たった5人の教皇だけが野心ではなく歴史の必然性に従って辞任したが、彼らは皆10世紀から15世紀の人物である。また、3世紀から11世紀に辞任した教皇に関しては論争になっている主張がある。そのうち5番目の例は対立教皇に関係している。
さらに、暗黒の時代の数人の教皇は罷免されている。このことに関する歴史的・カノン法的問題は錯綜している。
一般に、ヴァチカンによる公式の教皇一覧表はこういった罷免に関して、当の教皇が認めるならこれを合法な辞任とみなすのに対して、本人が認めないなら合法な辞任とみなさない。後に発展したカノン法は教皇首位説に親和的であり、教皇の非自発的な辞任を認めない。
最も近年に辞任した教皇はベネディクト16世である。彼は2013年2月28日(UTC)から使徒座を空位にした（ベネディクト16世の辞任）。彼はグレゴリウス12世以降では初めてこれを行った教皇である。
教皇の辞任を論じる際に「退位」という表現が使われることが多いが、教会の公式な文書においては専ら「辞任」が用いられる。

## 手続き
1983年に制定された新教会法典第332条(2)には以下のように述べられている:
ローマ教皇が辞任する場合には, 辞任が自由になされ, かつ正しく表現されなければ有効とはならない。ただし, なんぴとかによる受理は必要ではない
これは1917年に制定された旧教会法典第221条に対応する: 
ローマ教皇が辞任する場合には, 枢機卿もしくは他のなんぴとかによって受理されなくとも有効である。
教皇が辞任を誰か特定の人物ないし人々に宣言する必要はないことがどちらの教会法典にも明記されている。これはかつて、特に18世紀の教会法学者ルキウス・フェラリスにより提起された問題を扱っている。後任者を合法に選出する前に教皇が地位の放棄を宣言するのは枢機卿たちが完全にふさわしいので枢機卿団もしくは少なくとも首席枢機卿が宣言を受けなければいけないとルキウス・フェラリスは考えていた。

## 歴史
カトリック百科事典には歴史学上確実とされていないポンティアヌス（230年–235年）およびマルケリヌス（296年–308年）、そして歴史学的に裏付けられているリベリウス（352年–366年）の辞任について述べられており、またある教皇一覧ではヨハネス18世が1009年に辞任して修道士として生涯を終えたとされている。
「暗黒の時代」には数人の教皇が政治的・軍事的権力によって罷免、もしくは強制的に辞任させられている。ヨハネス10世が罷免された教皇だと考える研究者もおり、彼は後任者のレオ6世が選出される前に獄死したとみなされている。また、ヨハネス12世、レオ8世、ベネディクトゥス5世もそれぞれ罷免されたと考えられている。若くして教皇位に就き、無謀ともされる教皇領の拡大を行っていたヨハネス12世は教会内外の反発を招き、963年に自ら辞任を宣言することなくオットー1世と教会会議により罷免されている。この時にオットー1世の権力によってレオ8世が教皇（対立教皇）として擁立され就任している。しかしオットー1世がローマを去るとすぐ、ヨハネス12世が帰還し自身の法王位を主張した。レオ8世は権力を失い逃走、ヨハネス12世が964年にローマに復帰した。そのヨハネス12世が同年に急死すると、市民の圧力によりベネディクトゥス5世が選出された。しかし、オットー1世はレオ8世が復位することを望み同年夏にローマを軍勢で包囲、圧力をかけてベネディクトゥス5世を退位させた。このベネディクトゥスの辞任は合法であると考えられている。後ろ盾を得たレオ8世が再び教皇となったが、このレオ8世は965年に死去した時点では合法な教皇であるとみなされているので、合法な教皇であると同時に（彼を正当と看做さない観点からは）対立教皇ともされる。ベネディクトゥス5世は辞任後は教皇権を決して主張せず、レオ8世の後任のヨハネス13世の選出に際しても疑義を差し挟まなかった（ベネディクトゥス5世はヨハネス13世の就任直後に死去する）ため、オットー1世の意を受けた結果であるヨハネス13世の就任はしかし合法であるとみなされている。ただしベネディクトゥス5世こそが死去する時点まで唯一の合法な教皇であったと考える者もいる（ベネディクトゥス5世の死去をもって、ヨハネス13世が合法な教皇になるとする説）。
歴史学上疑問の余地のない最初の教皇の辞任は、ベネディクトゥス9世によるものである。ベネディクトゥス9世は1044年にもシルウェステル3世によって罷免されており、翌年に復位したが、現在のヴァチカンはシルウェステル3世がその間の月日も合法な教皇であったと考えている（つまり、ベネディクトゥス9世は1044年の罷免を黙認したのだから合法に辞任したと考えざるを得ないというのである）。その後1045年には復位したが、スキャンダルまみれのベネディクトを教会から取り除くため、グレゴリウス6世が彼に「価値ある地位」を与えて自発的な辞任をさせた。グレゴリウス自身はベネディクトゥス9世との協定が聖職売買にあたるとみなされ1046年に辞任した。グレゴリウスの次に教皇に就任したクレメンス2世が死去するとベネディクトゥス9世が三度選出されたが、まもなく辞任して修道院で死去した。以上によってベネディクトゥス9世は断続的に三度在位して三度辞任した（あるいは罷免された）ことになる。
1294年のケレスティヌス5世による辞任はよく知られている。僅か5か月の在位期間の後、彼は教皇の辞任を認める厳密な法令を出し、自身がその法令に従って辞任した。その後2年以上にわたって隠修士として過ごしたのちボニファティウス8世によって幽閉され、死後に列聖された。ケレスティヌスの法令とボニファティウスの一致（無効とすることはなかった）は教会法学者の間で教皇の合法な辞任に関して疑いを持たせることになった。
グレゴリウス12世（1406年–1415年）は1415年に教会大分裂の収束のために辞任した。教会大分裂は三人の教皇（ローマのグレゴリウス12世、アヴィニョンのベネディクトゥス13世、ピサのヨハネス23世）が並立する事態に陥っていた。グレゴリウス12世は実質的には既にジギスムントによって開催されていたコンスタンツ公会議を形式上招集し、同公会議に自身の後任者を選出する会議として権威付けを行った。
2013年2月11日に、ヴァチカンはベネディクト16世が高齢による肉体的衰えを理由に17日後に辞任することを発表した。辞任は予定通り2013年2月28日に行われた。

## 辞任した教皇の一覧
| 在位期間                                                             | 肖像画 | 教皇名                    | 個人名                                              | 辞任理由 | 備考 |
| -------------------------------------------------------------------- | ------ | ------------------------- | --------------------------------------------------- | --- | --- |
| 典拠の不確かな辞任                                                   |        |                           |                                                     | | |
| 230年7月21日 – 235年9月28日 (5年+)                                   |        | ポンティアヌス            | ポンティアヌス                                      | ローマ帝国による追放 | Liberian Catalogueにのみ辞任について記述されている。同文献には辞任が235年9月28日のことだとされており、これは教皇史の中で年月日が明確にされている最初の事項である。 |
| 296年6月30日 – 304年4月1日 (7年+)                                    |        | マルケリヌス              | マルケリヌス                                        | ローマ帝国皇帝ディオクレティアヌスによる、当時の反社会的勢力であるキリスト教の規制政策の際、異教の神々に供物を捧げ堕落したとされる    | 辞任がLiberian Catalogueに記述されている。 |
| 352年5月17日 – 366年9月24日 (14年+)                                  |        | リベリウス                | リベリウス                                          | ローマ帝国皇帝コンスタンティウス2世により追放される                                                                                   | 彼の辞任は後釜のフェリクス2世との関係が推測されている一方で、Liber Pontificalisでは追放されて以降もリベリウスが正当な教皇であったとされている。 |
| 1004年1月 – 1009年7月 (5年+)                                         |        | ヨハネス18世              | ファサニウス                                        | 不明 | 一冊の教皇一覧にのみその辞任が記録されている |
| 1045年1月20日 – 1045年2月10日 (1か月)                                |        | シルウェステル3世         | ジョヴァンニ・デイ・クレシェンツィ=オッタヴィアーニ | ベネディクトゥス9世の再任により更迭される                                                                                             | 彼は決して教皇ではなく対立教皇であったと主張する者もいる。しかしながらヴァチカン公式の教皇一覧には彼が記載されており、ベネディクト9世が自身の辞任およびシルウェステル3世の選出の有効性を認めていたことを前提としている。後にシルウェステル3世は教皇就任以前の司教位に復し、自身の教皇辞任を受け入れていたと思われる。 |
| 辞任が教会法に制定される以前                                         |        |                           |                                                     | | |
| 964年5月22日 – 964年6月23日 (1か月)                                  |        | ベネディクトゥス5世       | ベネディクト・グランマティクス                      | 神聖ローマ帝国皇帝オットー1世により更迭される                                                                                         | レオ8世が好まれて更迭され、レオ8世が合法な教皇となった。ベネディクトゥス5世の辞任は合法であったとされる。助祭の地位にとどまった。ハンブルク・ブレーメン大司教アダルダグのもとで残りの生涯を過ごした。 |
| 1032年10月–1044年9月、1045年4月–1045年5月、および1047年1月–1048年7月 |        | ベネディクトゥス9世       | トゥスクルム伯テオピュラクトゥス3世                 | 1度目の在位の際は一時的に辞任し、2度目の在位の際は複数のスキャンダルの噂が立った後に賄賂を糾弾され辞任し、3度目の在位の際も辞任した。 | 教皇のorderingにおいて認識された最初の辞任である。彼は1032年から1048年の間に3度教皇に就任した。彼は最も若くして教皇に就任した人物であり、複数回教皇に就任した人物、教皇職を売り渡した人物でもある。 |
| 1045年4月または5月 – 1046年12月20日 (1年+)                           |        | グレゴリウス6世           | ヨハネス・グラティアヌス                            | 賄賂によってベネディクト9世を辞任させた、いわゆる聖職売買を糾弾されたため                                                             | ストリ教会会議で辞任した |
| 辞任が教会法に制定されて以降                                         |        |                           |                                                     | | |
| 1294年7月5日 – 1294年12月13日 (161日)                                |        | ケレスティヌス5世、O.S.B. | ピエトロ・ダ・モローネ                              | 教皇位への適性を欠いたため | 行政の経験を欠いていたため、ケレスティヌスは世俗の政治家をコントロール下に置くことに失敗した。彼は教会を守るために辞任した。彼はカノン法上に教皇辞任の規定を置いた最初の教皇である。 |
| 1406年11月30日 – 1415年7月4日 (8年 + 216日)                          |        | グレゴリウス12世          | アンジェロ・コレル                                  | 教会大分裂の収束のため | 対立教皇ヨハネス23世が招集したコンスタンツ公会議で罷免された。 |
| 2005年4月19日 – 2013年2月28日 (7年 + 315日)                          |        | ベネディクト16世          | ヨゼフ・ラッツィンガー                              | 肉体的衰退/高齢 | 数百年ぶりの辞任であり、自らの意思によって退位した。退位以降は名誉教皇と呼ばれることとなった。1970年に宣言された『イングラヴェシェンテム・エータテム』の規定に基づき、司祭、司教、枢機卿の強制的な辞職年齢が制定された。                                                                                              |

## 条件付きの辞任が実行されなかった例
1804年にナポレオン・ボナパルトに戴冠するためパリへ行く前に、ピウス7世（1800年 - 1823年）はフランスで捕囚された場合に有効となる辞任文書に署名した。
第二次世界大戦の際、ピウス12世は自身がナチスに拘束された際には辞任したものとし、枢機卿団は中立国のポルトガルから引き揚げて後任者を選出するべしという文書を作成した。
1989年2月には、ヨハネ・パウロ2世が主席枢機卿に辞任を宣言する書簡を送ったが、それは次の二つの場合には辞任するというものであった。
- 教皇職を果たすのに差し支えるような不治の病にかかった場合
- 自分が教皇であることを妨げる「深刻で持続する欠陥」がある場合[16]

## 教皇位剥奪
一時的なものにしろ永続的なものにしろ健康上の理由で教皇位を剥奪するような規定は教会法には存在しない。その他の教皇位剥奪を保証するような権威を持つ文書に記載されてもいない。新教会法典には「ローマ聖座が空位のとき、又は完全にその機能が妨げられたとき、普遍教会の統治に関して何ら変更されてはならない」と規定されている。
教区司教は満75歳になると求められれば退任を申し出なければいけない。また、枢機卿は80歳になるとコンクラーヴェに参加できなくなる。しかしながら、教皇に関しては特定の年齢に達したら辞任するという規定が存在しない。これらの教区司教や枢機卿に関する規定が制定されて以降、四人の教皇（パウロ6世、ヨハネ・パウロ2世、ベネディクト16世、フランシスコ）が在位中に80歳に達した（ヨハネ・パウロ1世は65歳に達した程度であった）。
2005年のヨハネ・パウロ2世の死去の予兆として、彼が健康上の理由により辞任するのではないかと報じられたが、ヴァチカン公式は一貫してその可能性を除外していた（ただしヨハネ・パウロ2世が2000年に辞任を意識していたことが後に明かされた。2000年当時、彼は80歳であり、辞任の可能性を明白に感じていた）。対して彼のベネディクト16世が全く同じ理由で実際に辞任している。